# بن شابلن
بن شابلن (بالإنجليزية: Ben Chaplin)‏ (و. 1969  م) هو كاتب سيناريو، وممثل مسرحي، وممثل أفلام بريطاني، ولد في وندزر، بيركشاير.

## التعليم
تعلم في مدرسة جيلدهول.

## وصلات خارجية
- بن شابلن على موقع IMDb (الإنجليزية)
- بن شابلن على موقع ألو سيني (الفرنسية)
- بن شابلن على موقع أول موفي (الإنجليزية)
- بن شابلن على موقع قاعدة بيانات برودواي على الإنترنت (الإنجليزية)
- بن شابلن على موقع قاعدة بيانات الأفلام السويدية (السويدية)
- بن شابلن على موقع إن إن دي بي (الإنجليزية)
- بن شابلن على موقع قاعدة بيانات الفيلم (الإنجليزية)
- بن شابلن على موقع كينوبويسك (الروسية)